# DocCheck
DocCheck ist ein kommerzieller Identifizierungsdienst, der medizinischen und pharmazeutischen Fachkreisen (Ärzte, Apotheker und Ähnliche) eine Zugangsmöglichkeit zu Webseiten mit Fachinformationen pharmazeutischer Unternehmen oder medizinischer Fachverlage bietet, sofern diese mit der DocCheck Medical Services GmbH – ehemals Antwerpes & Partner – entsprechend zusammenarbeiten. Darüber hinaus ist DocCheck eine Internetcommunity für Mitglieder von medizinischen Berufen und bietet ein Forum, ein Nachrichtenportal, Newsletter, eine Bilddatenbank, ein medizinbezogenes Wiki, einen Onlineshop für Medizinprodukte, eine berufsbezogene Stellenbörse, die Möglichkeit der Teilnahme an Markt- und Meinungsforschungsstudien sowie Mittel für Weiterbildungen an.
DocCheck finanziert sich durch Werbung sowie durch eCommerce-Angebote und Marktforschung.

## Funktionen
Allen Benutzern stehen lexikalische Seiten im sogenannten Flexikon zur Information zur Verfügung. Das DocCheck Flexikon ist ein medizinisches Wiki unter GNU-FDL, das nach Angaben des Betreibers aus über 90.000 medizinischen Fachartikeln besteht, über 10 Mio. Seitenaufrufe pro Monat verzeichnet und an dem mehr als 6000 Autoren verschiedener Fachdisziplinen mitwirken (Stand Januar 2025).
Es gilt ein vierstufiges Verfahren, um Zugriff auf die Seiten von DocCheck zu erhalten:
1. Nach einer Registrierung mittels E-Mail-Adresse, Passwort und Angaben zur gegenwärtigen Tätigkeit werden bestimmte Schreibrechte aufgrund der eingereichten Studien- und Berufsnachweise mit der Freischaltung vergeben.[6][7]
2. Wenn man mittels Kopie einer Arbeitsgenehmigung bzw. Approbationsurkunde die Zugehörigkeit zu den berechtigten Fachkreisen nach § 2 Heilmittelwerbegesetz (HWG) gegenüber DocCheck nachgewiesen hat, erhält man auch Zugang zu gesicherten Webseiten von Drittanbietern. Man muss auf diesen Seiten keinen erneuten Nachweis über die Zugehörigkeit zu den berechtigten Fachkreisen mehr erbringen.
3. Mit dem Erwerb eines kostenpflichtigen Zugangs wird man „Premium-Mitglied“ und erhält Zugriff auf weitere Angebote sowie erhöhte Sicherheitseinstellungen.

Nach Eingabe des DocCheck-Benutzernamens und des Passworts wird ein Skript auf dem DocCheck-Server aufgerufen, welches kontrolliert, ob der Benutzer zu den zugelassenen Berufsgruppen gehört. Ist dies der Fall, wird der Benutzer durch das Skript per HTTP-redirect in einen geschützten Bereich weitergeleitet. Für Betreiber von Webseiten, die selbst entscheiden, welcher Inhalt welcher Berufsgruppe zugänglich gemacht wird, stellt DocCheck unterschiedliche Lizenzversionen zur Verfügung.
Gemäß deutschem Heilmittelwerbegesetz dürfen verschiedene Informationen, wie zu verschreibungspflichtigen Arzneimitteln, in Deutschland nur Fachkreisen wie Ärzten und Apothekern zugänglich gemacht werden. Dies erfordert eine Zugriffskontrolle auf Webseiten mit entsprechendem Inhalt, wie sie vor allem von Pharmaunternehmen angeboten werden, aber auch zu Arzneimittelverzeichnissen wie die Rote und Gelbe Liste sowie dem deutschen FachInfo-Service.

## Geschichte
DocCheck entstand 1996 als Ableger der 1990 gegründeten Internetagentur Antwerpes & Partner, die Webseiten für die pharmazeutische Industrie entwickelte, und sollte den Zugang zu Fachinformationen für Ärzte und Apotheker durch ein Website-übergreifendes System vereinfachen.
Im Jahr 2000 stieg DocCheck mit der Beteiligung an der Albert Geisselmann Medizinbedarf GmbH in den Handel mit Praxisbedarf ein. 2004 übernahm DocCheck die Mehrheit an diesem Unternehmen und firmierte seitdem als DocCheck Medizinbedarf und Logistik GmbH mit Sitz in Weil im Schönbuch und Niederlassungen in Kiel, Essen und Eilenburg. Die DocCheck AG (vormals Antwerpes AG) in Köln ist seit April 2000 mit Namensaktien börsennotiert, war von August 2011 bis März 2017 im Entry Standard gelistet und wurde anschließend ins Basic Board überführt.
Zeitweise wurde noch die Domain medizinstudent.de betrieben, die aber 2008 einen neuen Namen bekam und seitdem DocCheck Campus heißt. In diesem Zusammenhang wurde die ursprüngliche DocCheck Medical Services GmbH umstrukturiert, wodurch die DocCheck Community GmbH entstand.
Nachdem im Jahr 2012 das HWG einige Werbeverbote und - beschränkungen aufgehoben hatte, eröffneten sich neue Möglichkeiten für das Angebot im Internet.

## Unternehmensstruktur
Die Aktiengesellschaft ist eine Holding, zum Vorstand gehörten 2024 vier Personen, zum Aufsichtsrat drei. Die Zahl der ausgegebenen Aktien lag im Jahr 2024 bei 5 Millionen, die sich fast alle im Streubesitz befinden. Die Holding hat folgende Tochtergesellschaften:
- Die DocCheck Medical Services GmbH.
- Die DocCheck Community GmbH betreibt nach eigenen Angaben mit mehr als 950.000 Mitgliedern und über 2.000 Kooperationspartnern die größte Online-Community für Gesundheitsberufe in Europa. Zur Tätigkeit gehören unter anderem Online-Publishing, Bezahlinhalte, eine CME-Suchfunktion, eine Jobbörse für medizinische Fachberufe, WebTV und Marktforschung.
- Die DocCheck Shop GmbH (DocCheck Shop) betreibt nach firmeneigenen Angaben die marktführende Handelsplattform für Medizin- und Praxisbedarf in Europa. Für Deutschland, Schweiz, Österreich, Frankreich, Niederlande und andere Länder Europa wird je ein eigener Shop bereitgestellt. Die Zentrale sitzt in Hürth bei Köln.
- Die DocCheck Agency[17] – vormals antwerpes ag – entwickelt integrierte Kommunikationslösungen wie Werbekampagnen, eMarketing oder PR. Zu den größten Kunden zählen die Pharmaunternehmen MSD Sharp & Dohme, Janssen-Cilag GmbH sowie Aral.
- Die DocCheck Guano AG ist eine 2013 gegründete Beteiligungsgesellschaft, die Unternehmen und Start-Ups im Gesundheitsbereich mit Kapital und Know-how unterstützt.